# Sulaymán ibn Hud al-Musta'in
Sulaymán ibn Hud al-Mustain I (en árabe: سليمان "المستعين بالله" بن هود‎), fue el rey de la taifa independiente de Lérida desde 1031 y posteriormente también de la de Zaragoza (1039-1047), y fundador de la dinastía hudí en este reino.
En su juventud destacó al servicio del ejército de Almanzor y en las contiendas civiles que siguieron al Califato de Córdoba. Acogió en la Zuda de Lérida al último califa, Hisham III entre la caída de Córdoba en 1031 y 1036. Durante este periodo, con la dinastía tuyibí al frente de la taifa de Saraqusta, Sulaymán se mantuvo como cadí o gobernador de las taifas de Lérida y Tudela, sometido a parias intermitentemente por el rey de Zaragoza y haciendo frente a Sancho el Mayor.
En una época de guerras por el poder en la taifa zaragozana, obtuvo el apoyo de los ciudadanos y acabó por asumir de hecho el poder en 1039, consolidándolo al poner como gobernadores de los distintos distritos en que se dividía la taifa a sus hijos: así, en Lérida situó a Yúsuf al-Muzáffar, en Huesca a Lubb (Lope), en Tudela a Múndir, y en Calatayud a Muhámmad. En Zaragoza, como príncipe y regente en su ausencia, situó a Áhmad al-Muqtádir.
Por la posesión de tierras de Guadalajara se apoyó en Fernando I de Castilla en su enfrentamiento contra la taifa de Toledo, la cual tuvo como aliado a García de Pamplona. Para ello hubieron de pagar parias a estos reyes cristianos, iniciándose un difícil equilibrio de alianzas en esta zona.
A su muerte en 1047, sus cinco hijos, que gobernaban las distintas capitales de distrito bajo su dominio, comenzaron a procurar la independencia, ya desde 1046, e intentar luego imponerse a sus rivales. Todos ellos acabaron proclamándose régulos y acuñaron moneda en su propia ciudad como signo de soberanía. Fue Al-Muqtádir quien, desde la más importante de estas urbes, alcanzaría la hegemonía reduciendo en 1051 a su dominio al resto de las taifas enfrentadas en conflictos fratricidas; sin embargo, no consiguió someter a su hermano Al-Muzáffar de Lérida hasta 1078.
| Predecesor: - | Sulaymán ben Hud al-Musta'in Rey taifa de Lérida 1031-1047 | Sucesor: Al-Muzáffar |

| Predecesor: Abd Allah ben Hakam | Sulaymán ben Hud al-Musta'in Rey taifa de Zaragoza 1039-1047 | Sucesor: Al-Muqtádir |